# Naučná stezka Po stopách bitvy u Tovačova 1866
Naučná stezka Po stopách bitvy u Tovačova 1866 je krátká naučná stezka v části Tovačov I-Město města Tovačov v okrese Přerov. Geograficky se nachází v geomorfologickém celku Hornomoravský úval v regionu Haná a v Olomouckém kraji.

## Historie a popis
Naučná stezka délky 3,7 km byla postavena v březnu 2013. Je zaměřena na historii, místopis a události související s Prusko-rakouskou válkou a podrobněji na bitvu u Tovačova, která se stala v neděli 15. července 1866.
Stezka je lehké náročnosti a má minimální výškové převýšení. Začíná a končí na parkovišti u zámku v Tovačově. Trasa se prochází individuálně v severním a jižním směru a zpět. Navíc je zde odbočka k soutoku řek Bečva a Morava. Je to první postavená naučná stezka věnovaná válečnému roku 1866 na území Moravy.

### Informační panely na stezce
Naučná stezka má 8 zastavení s informačními panely:
- Parkoviště u zámku
- Hřbitov
- Bezedný důl
- Pomník bitvy u Tovačova
- Tovačov
- Annínské jezero
- Pomník rakouského vojáka
- Přehledový panel u soutoku Bečvy a Moravy

## Další informace
Naučná stezka je celoročně volně přístupná. Zřizovatelem je město Tovačov a Komitét 1866.